# Anacolia
Anacolia es un género de musgos de la familia Bartramiaceae. Comprende 26 especies descritas y es estas, solo 13 aceptadas.

## Taxonomía
El género fue descrito por  Guillaume Philippe Schimper  y publicado en Synopsis Muscorum Europaeorum, Editio Secunda CIII–513–514. 1876.  La especie tipo es: Anacolia webbii (Mont.) Schimp.

## Especies aceptadas
A continuación se brinda un listado de las especies del género Anacolia aceptadas hasta diciembre de 2014, ordenadas alfabéticamente. Para cada una se indica el nombre binomial seguido del autor, abreviado según las convenciones y usos.	
- Anacolia aurescens (Dixon) Z. Iwats.
- Anacolia breutelii (Schimp. ex Müll. Hal.) Magill
- Anacolia cameruniae Dixon
- Anacolia campylopus (Schimp.) Fransén
- Anacolia didymocarpa (Schimp. ex Müll. Hal.) Paris
- Anacolia intertexta (Besch.) Paris
- Anacolia laevisphaera (Taylor) Flowers
- Anacolia menziesii (Turner) Paris
- Anacolia scioana (Brizi) Broth.
- Anacolia setifolia (Hook. & Arn.) Paris
- Anacolia sinensis Broth.
- Anacolia subsessilis (Taylor) Broth.
- Anacolia webbii (Mont.) Schimp.